# Antonio Hernández Pérez
Antonio Hernández Pérez (La Fregeneda, província de Salamanca, 13 d'agost de 1875 - Elx, 23 de novembre de 1933) fou un advocat i polític valencià, diputat a les Corts Espanyoles durant la restauració borbònica.

## Biografia
Nasqué a un poble de Salamanca, però la seva família era originària de Guardamar. Llicenciat en dret, va obtenir una plaça de registrador de la propietat a Elx, on va viure la resta de la seva vida. Ideològicament era catòlic i monàrquic, i fou elegit diputat pel districte de Villena dins la fracció liberal demòcrata del Partit Liberal a les eleccions generals espanyoles de 1923. El 1930 intentà refer el Partit Liberal amb Trinitario Ruiz Valarino, però finalment es va integrar en la Derecha Regional Agraria. Amb aquest partit formaria part de la coalició Bloque Agrario Antimarxista a les eleccions generals espanyoles de 1933, però va morir durant la campanya electoral.